# 司法省 (イギリス)
司法省（しほうしょう、英語: Ministry of Justice, MOJ）は、イギリスの行政機関の一つ。司法大臣および大法官を長とする。憲法政策、人権法、情報権法を担い、再犯の防止および国民の保護、司法アクセスの提供、司法への信頼の向上、国民の人権擁護等を所掌業務とする。
2007年5月に、内務省の権能の一部が憲法事項省と統合されて、新たに司法省が設置された。

## 職掌
- 欧州連合と国際司法政策
- 情報の自由とデータ保護
- 人権と市民の自由
- 英国最高裁判所
- 国立公文書館
- 刑務所

(司法省の業務の大部分は、イングランドとウェールズで行われている。同省は、スコットランドまたは北アイルランドのいずれにおいても、委任された刑事司法政策、裁判所、刑務所、または保護観察の問題について責任を負わない。)